# 하고바 아라사테
하고바 아라사테 엘루스톤도(스페인어: Jagoba Arrasate Elustondo, 1978년 4월 22일, 바스크 주 베리아투아 ~)는 스페인의 전직 축구 선수로, 현역 시절에 공격수로 활약했으며, 현재 바스크와 마요르카의 감독이다.

## 선수 경력
아라사테는 비스카이아 도 베리아투아 출신으로, 10년의 현역 시절 동안 하부 리그의 구단에서 활약했는데, 대게 테르세라 디비시온에서 활약했는데, 그가 선수 시절에 거친 구단들은 모두 바스크 주를 연고로 했다. 세군다 디비시온 B에서 에이바르 B와 포르투갈레테 소속으로 활동했는데, 후자의 구단 소속으로는 2005-06 시즌을 끝으로 강등당했다.
2007년, 그는 아모레비에타 소속으로 4부 리그에 한 시즌 만을 보내고 불과 29세의 나이에 은퇴했다.

## 감독 경력
아라사테는 은퇴 직후 바로 감독일을 시작했는데, 그가 감독으로 역임한 처음 두 구단은 아마추어 구단들이었다. 2010년, 그는 한때 유소년부에 속해 있었던 레알 소시에다드로 복귀했는데, 그는 유소년부 감독으로 임명되었다.
2012년 7월, 아라사테는 왕가의 1군으로 승격되어 필리프 몽타니에 감독을 보좌했다. 이듬해, 프랑스인 감독이 스타드 렌으로 떠나면서, 그는 후임 감독으로 임명되었다. 그는 레알 소시에다드를 이끌고 UEFA 챔피언스리그에 참가했는데, 왕가는 리옹을 예선에서 꺾고 조별 리그에 진출했으나, 조별 리그에서 최하위를 기록하여 탈락했다.
2014년 4월, 아라사테는 2016년까지 계약을 연장했다. 그러나, 그는 11월에 성적 부진을 사유로 해임되었다.
2015년 6월 12일, 그는 후안 안토니오 앙켈라의 후임으로 누만시아의 감독이 되었다. 2017-18 시즌, 소리아 연고 구단은 플레이오프전 결승전까지 올라갔지만, 바야돌리드에게 합계 1-4로 패하면서 승격에 실패했다. 그는 2018년 6월 18일에 사표를 제출했다.
2018년 6월 20일, 아라사테는 1년 계약에 합의를 보고 오사수나의 신임 감독으로 임명되었다. 이듬해 3월 5일, 그는 계약 기간을 2020년까지로 연장했고, 세군다 디비시온을 우승하여 라 리가 승격에 성공했다.

## 사생활
2020년 8월 12일, 아라사테는 코로나바이러스감염증-19 확진 판정을 받았다.

## 감독 통계
2021년 2월 1일 기준
| 구단            | 국적      | 취임            | 해임            | 기록 | 기록 | 기록 | 기록 | 기록 | 기록 | 기록 | 기록   | 주     |
| 구단            | 국적      | 취임            | 해임            | 전   | 승   | 무   | 패   | 득   | 실   | 차   | 율 %   | 주     |
| --------------- | --------- | --------------- | --------------- | ---- | ---- | ---- | ---- | ---- | ---- | ---- | ------ | ------ |
| 베리아투코      | 스페인    | 2007년 7월 1일  | 2008년 6월 30일 | 34   | 11   | 8    | 15   | 39   | 55   | −16  | 32.35  | [ 14 ] |
| 엘고이바르      | 스페인    | 2008년 7월 1일  | 2010년 6월 30일 | 80   | 39   | 21   | 20   | 95   | 66   | +29  | 48.75  | [ 15 ] |
| 레알 소시에다드 | 스페인    | 2013년 6월 7일  | 2014년 11월 2일 | 68   | 26   | 18   | 24   | 96   | 90   | +6   | 38.24  | [ 16 ] |
| 누만시아        | 스페인    | 2015년 6월 12일 | 2018년 6월 18일 | 138  | 45   | 51   | 42   | 160  | 156  | +4   | 32.61  | [ 17 ] |
| 오사수나        | 스페인    | 2018년 6월 20일 | 현재            | 110  | 49   | 30   | 31   | 145  | 127  | +18  | 044.55 | [ 18 ] |
| 경력 합계       | 경력 합계 | 경력 합계       | 경력 합계       | 430  | 170  | 128  | 132  | 535  | 494  | +41  | 39.53  | —      |

## 수상

### 감독
오사수나
- 세군다 디비시온: 2018–19[11]

개인
- 라 리가 이달의 감독: 2013년 12월[19]